# Яборов, Иван Петрович
Ива́н Петро́вич Я́боров (12 [25] сентября 1910 года — 9 июля 1944 года) — советский офицер, политработник, участник Великой Отечественной войны, Герой Советского Союза (1945, посмертно), гвардии майор.
В годы Великой Отечественной войны — заместитель командира моторизованного батальона автоматчиков по политической части 3-й гвардейской танковой бригады. Особенно отличился в 1944 году в боях по освобождению Белоруссии и Литвы. Погиб в боях за Вильнюс.

## Биография

### Ранние годы
Родился 12 (25) сентября 1910 года в селе Нижняя Язьва (ныне — Красновишерский район Пермского края) в семье крестьянина. Русский.
С ранних лет вместе с братом Михаилом, с которого старался брать пример, занимался тяжёлым крестьянским трудом. Сначала учился на дому у репетитора, с которым расплачивался картофелем со своего домашнего хозяйства. А когда в селе открылась начальная школа, окончил её в 14 лет.
Одним из первых в своём селе вступил в колхоз и комсомол. Его отец возражал против этого решения и под угрозой выгнать из дома требовал взять заявление обратно. Однако сын остался непреклонен. По воспоминаниям майора авиации в отставке А. В. Зырянова, «…он был активным, убеждённым пропагандистом всех передовых коммунистических идей, так как эти идеи были его идеями, в них он верил всем сердцем, за них готов был отдать жизнь. Я помню его яркие выступления на комсомольских собраниях, конференциях перед крестьянами в деревне. Он говорил об индустриализации, рассказывал, что даст крестьянам коллективизация, разъяснял Ленинский кооперативный план. Это были годы, когда кулаки сопротивлялись из последних сил, зверствовали. Угрожали они и Ване Яборову. Но он всегда говорил: „Мне эти угрозы не страшны. Нет силы, которая заставила бы меня свернуть с избранного пути!…“».
Вплоть до 1929 года работал в домашнем хозяйстве старшего брата Михаила. В 1929—1931 годах работал на Красновишерском лесозаводе, позже перешёл работать на стройку бумажного комбината. В 1931 году (по другим сведениям — в 1932 году) вступил в партию и вскоре был избран секретарём Чердынского райкома комсомола, где работал до призыва в Красную Армию.
В 1932—1935 годах служил в рядах Красной Армии. Проходил службу младшим командиром и политруком роты в Дальневосточной Краснознамённой Армии (ДВКА), расквартированной в городе Ворошилове (ныне Уссурийск Приморского края).
После демобилизации был на комсомольской и партийной работе в городе Чердынь Пермской области. Работал заведующим военным отделом в Чердынском райкоме партии, а затем был избран вторым секретарём райкома ВКП(б).

### В годы Великой Отечественной войны
Вторично в Красной Армии с 1941 года, с ноября — на фронте (по другим данным — с 20 ноября 1942 года).
Окончив курсы политработников в 1942 году, гвардии капитан И. П. Яборов был назначен заместителем командира моторизованного батальона автоматчиков по политической части 3-й гвардейской танковой бригады. Начал воевать на Сталинградском фронте, где развернулись тяжёлые бои. В декабре 1942 года был тяжело ранен.
В 1943 году в должности инструктора политотдела по организационной и партийной работе 3-й гвардейской танковой бригады принимал участие в боях на Курской дуге. В боях с 20 по 27 августа 1943 года вёл работу на передовой. В частности, 22 августа, когда противник предпринял на участке бригады ожесточённую контратаку, он находился в боевых порядках мотострелкового батальона и разъяснил личному составу боевую задачу во что бы то ни стало выдержать натиск врага, обескровить его и затем отбросить на Запад. По оценке начальника политотдела 3-й гвардейской бригады гвардии подполковника Чепурко, мотострелки, воодушевлённые словами И. П. Яборова, отразили несколько немецких контратак, нанеся противнику большие потери в живой силе и технике. И. П. Яборов, также являясь секретарём бригадной партийной комиссии, за 8 дней боёв принял в ВКП(б) свыше 30 гвардейцев, наиболее отличившихся в боях. За этот эпизод награждён орденом Красной Звезды (14 сентября 1943).
18 сентября 1943 года в ходе Черниговско-Припятской операции и наступления на киевском направлении танкисты бригады участвовали в освобождении города Прилуки (ныне Черниговская область Украины).
Летом 1944 года гвардии майор И. П. Яборов был заместителем командира моторизованного батальона автоматчиков по политической части 3-й гвардейской танковой бригады 3-го гвардейского танкового корпуса 5-й гвардейской танковой армии 3-го Белорусского фронта. Особо отличился в боях за освобождение Белоруссии и Литвы.
27 июня 1944 года передовой танковый отряд 3-й гвардейской танковой бригады с автоматчиками на броне овладел восточной частью посёлка Бобр (Крупский район Минской области) и вышел к реке Бобр. Батальон автоматчиков форсировал водную преграду и захватил плацдарм. Совместно с командиром батальона гвардии капитаном Л. К. Ерофеевских замполит И. П. Яборов умело организовал ночную атаку, позволившую выбить противника из укреплений и в течение двадцати часов удерживать переправу до подхода основных резервов.
30 июня, в ходе Минской операции, батальон автоматичков одним из первых преодолел реку Березина и первым занял окраину города Борисов (Минская область), уничтожив и пленив сотни офицеров и солдат противника. 3 июля танкисты бригады в составе 5-й гвардейской танковой армии участвовали в освобождении города Минска, а сама 3-я гвардейская танковая бригада Приказом ВГК была удостоена почётного наименования «Минская».
Развивая наступление, 8 июля в ходе Вильнюсской операции части 3-й гвардейской танковой бригады подошли к столице Литвы городу Вильнюсу, а уже на следующий день начался штурм города.
9 июля во время уличных боёв в Вильнюсе гвардии майор И. П. Яборов и гвардии майор Л. К. Ерофеевских с группой автоматчиков, выполняя приказ командования, ворвались на станцию Вильнюс и, несмотря на яростное сопротивление противника, выбили его оттуда. На станции было захвачено 8 железнодорожных эшелонов с различным имуществом и 10 стоящих под парами паровозов.

Донесение о безвозвратных потерях с записью о гибели Яборова И. П. 1944 год.

Шаг за шагом автоматчики вместе с комбатом приближались к центру города. Особенно упорным было сопротивление противника у здания комендатуры (улица Шопена дом № 8). Но гвардейцы сумели ворваться в помещение и в ходе схватки уничтожили 6 офицеров и 12 солдат противника. Однако вскоре немцам удалось блокировать гвардейцев в этом здании. Бой в окружении длился три дня, потеряв более сотни солдат, немецкие войска смогли войти в здание, когда погиб последний советский воин (по некоторым сведениям, здание было подожжено). Зафиксированы надругательства немецких солдат над трупами советских воинов: они выкололи им глаза, отрезали уши, носы, подпалили ноги и руки. После того как здание было отбито, и об этом стало известно советскому командованию, по советским подразделениям вышла листовка с призывом жестоко отомстить фашистам за боевых друзей.
Точная дата гибели неизвестна, никого из участников боя не осталось в живых. В донесении о безвозвратных потерях стоит 9 июля. Полностью от немецких войск Вильнюс был очищен 13 июля 1944 года, а 25 июля Указом Президиума Верховного Совета СССР 3-я гвардейская танковая бригада была награждена орденом Красного Знамени.
Указом Президиума Верховного Совета СССР от 24 марта 1945 года «за образцовое выполнение боевых заданий командования на фронте борьбы с немецко-фашистскими захватчиками и проявленные при этом мужество и героизм», гвардии майору Яборову Ивану Петровичу посмертно присвоено звание Героя Советского Союза. Этим же Указом высокого звания Героя Советского Союза был удостоен его командир гвардии майор Л. К. Ерофеевских, погибший в том же бою.

## Награды и звания
Советские государственные награды и звания:
- Герой Советского Союза (24 марта 1945, посмертно[6]);
- орден Ленина (24 марта 1945, посмертно[6]);
- орден Красной Звезды (14 сентября 1943[5]);
- медаль «За оборону Сталинграда»[6].

## Память
Вместе с другими погибшими в городских боях был похоронен в центре города Вильнюса, в городском саду, где первоначально был установлен памятник. В 1951 году его останки были перенесены на созданный на Антакальнисском кладбище мемориальный ансамбль в память о советских воинах Великой Отечественной войны.
Именем И. П. Яборова была названа школа в городе Чердынь Пермского края. В школьном музее также имеется стенд, посвящённый ему. В 2001 году на основе объединения городских школ № 1 и № 2 была образована Чердынская средняя общеобразовательная школа, в музее которого ныне представлены фотографии героя, его семьи и боевых друзей, письма с фронта и личные вещи.

## Семья
Жена — Мария Дмитриевна Яборова, в годы войны проживала в городе Чердынь. Сын — Владимир. Его внучка Татьяна Владимировна Брандт (Яборова) работает библиотекарем в Чердынской средней общеобразовательной школе, эту школу окончили и две его правнучки: Светлана и Анастасия.